# Helga Pedersen
Helga Pedersen (Sør-Varanger, 13 januari 1973) is een Noors politica voor de Arbeiderparti. Tussen 2005 en 2009 was zij minister in het tweede kabinet Stoltenberg.

## Biografie
Pedersen werd geboren in Sør-Varanger in het uiterste noordoosten van het land in de provincie Finnmark. Haar vader was boer, haar moeder verpleegster.  Ze groeide op in Tana. Ze heeft samische wortels en spreekt de taal. Na haar middelbare school bezocht ze drie jaar een lyceum in Frankrijk waarna ze Russisch ging studeren aan de Universiteit van Bergen en geschiedenis in Tromsø. 
Ze werkte een aantal jaren in het onderwijs en voor de provincie Finnmark alvorens in 2001 naar de andere kant van het land, Arendal, te verhuizen. In 2002 keerde ze terug naar Finnmark.
Pedersen was in de jaren 90 actief in de jongerenafdeling van Arbeiderpartiet. In 2003 werd ze gekozen tot voorzitter {fylkesordfører) van de provincieraad in Finnmark. In 2005 koos partijleider Jens Stoltenberg haar als minister van Visserij en Kustzaken in zijn tweede kabinet. 
Bij de verkiezingen van 2009 werd Pedersen voor het eerst gekozen in de Storting. Ze gaf toen haar ministersportefeuille op om fractievoorzitter te worden. Bij de verkiezingen van 2013 verloor Stoltenberg zijn meerderheid, waarna Pedersen als fractievoorzitter plaats voor hem maakte. 
- Bibsys: 11051030
- International Standard Name Identifier: 0000 0003 6651 3397
- Virtual International Authority File: 230859988